# Дитер Млади фон Геминген
Дитер „Млади“ фон Геминген (на немски: Dieter der Jüngere von Gemmingen; † 1359) е благородник от стария алемански рицарски род Геминген в Крайхгау в Баден-Вюртемберг от „линията Щайнег на фрайхерен фон Геминген“. Той основава линиите Некарцимерн/Бюрг (част от Нойенщат ам Кохер) и Михелфелд (днес в Ангелбахтал) на „клон Б (Хорнберг)“ с днешната резиденция: замък Хорнберг.
Той е по-малкият син на Дитер I фон Геминген († сл. 1283/1287) и съпругата му Мехтилд (Меца) фон Талхайм († ок. 1297), дъщеря на Фридрих фон Талхайм. Внук е на Албрехт фон Геминген († пр. 1283) и Гертруд фон Найперг. Брат е на Дитрих „Стари“ († ок. 1374).
Вероятно през 1338 г. Дитер „Млади“ е направен рицар от Лудвиг Баварски.
Дитер „Млади“ и брат му Дитрих „Стари“ разделят територията на фамилията на два съществуващи и днес клона А (с днешната резиденция: замък Гутенберг) и Б (с днешната резиденция: замък Хорнберг).
Дитер „Млади“ е основател на клон Б. Чрез брака му с Анна фон Госхайм той получава и имотите в Бюрг (част от Нойенщат ам Кохер). Той купува 1351 и 1356 г. и други територии. Погребан е в Геминген.
Синовете му образуват „линиите Бюрг и Михелфелд“.

## Фамилия
Дитер фон Геминген „Млади“ се жени за Анна фон Госхайм († сл. 1359), дъщеря на Хайнрих фон Госхайм. Те имат децата:
- Анна, омъжена за Фридрих фон Зикинген
- Еберхард († 1419), умира неженен и дава наследството си на двамата си племенници
- Герхард Стари фон Геминген (* 1360; † 1402), женен за Анна фон Либенщайн († 1409), дъщеря на Ханс фон Либенщайн и Анна фон Балдек; родители на:
  - Еберхард Млади фон Геминген († пр. 1426)
  - Герхард Млади фон Геминген († 1428/ или сл. 1430)